# Rhipidia (Rhipidia) servilis
Rhipidia (Rhipidia) servilis is een tweevleugelige uit de familie steltmuggen (Limoniidae). De soort komt voor in het Oriëntaals gebied.